# Telotha lunaris
Telotha lunaris là một loài chân đều trong họ Cymothoidae. Loài này được Schioedte & Meinert miêu tả khoa học năm 1884.